# Cherwell
Cherwell è un distretto nel nord dell'Oxfordshire, Inghilterra, Regno Unito, con sede a Banbury. Il distretto prende il nome dal fiume Cherwell, che scorre a sud attraverso la regione per confluire nel fiume Tamigi a Oxford.
Le città di Cherwell includono Banbury e Bicester mentre Kidlington è un contendente per il più grande villaggio in Inghilterra.
Il distretto fu creato con il Local Government Act 1972, il 1º aprile 1974 dalla fusione del municipio di Banbury con il distretto urbano di Bicester, il distretto rurale di Banbury e il distretto rurale di Ploughley.

## Geografia
La metà settentrionale del distretto di Cherwell è formato principalmente da morbide colline che si diramano verso il fiume Cherwell, tuttavia la metà meridionale del distretto di Bicester è molto più piatta. Gran parte del distretto è collinare con il nord-ovest del distretto situato all'estremità settentrionale del Cotswolds.

### Trasporto
Gran parte del distretto è facilmente raggiungibile dalla M40, con gli svincoli 9, 10 e 11 nel distretto. Ha anche buoni collegamenti ferroviari con Londra, Birmingham, Oxford e il sud.

## Parrocchie civili
- Adderbury
- Ambrosden
- Ardley
- Arncott
- Banbury
- Barford St. John
- Barford St. Michael
- Begbroke
- Bicester
- Blackthorn
- Bletchingdon
- Bloxham
- Bodicote
- Bourton
- Broughton
- Bucknell
- Caversfield
- Charlton-on-Otmoor
- Chesterton
- Claydon
- Cottisford
- Cropredy
- Deddington
- Drayton
- Duns Tew
- Epwell
- Fencott
- Finmere
- Fringford
- Fritwell
- Godington
- Gosford
- Great Bourdon
- Hampton Poyle
- Hanwell
- Hardwick
- Hethe
- Hook Norton
- Horley
- Islip
- Juniper Hill
- Kidlington
- Kirtlington
- Launton
- Little Bourton
- Lower Heyford
- Merton
- Middle Aston
- Middleton Stoney
- Milcombe
- Milton
- Mixbury
- Mollington
- Murcott
- Noke
- North Aston
- North Newington
- Oddington
- Prescote
- Shenington
- Shipton-on-Cherwell
- Shutford
- Sibford Ferris
- Sibford Gower
- Somerton
- Souldern
- South Newington
- Steeple Aston
- Stoke Lyne
- Stratton Audley
- Swalcliffe
- Tadmarton
- Thrupp
- Upper Heyford
- Wardington
- Water Eaton
- Weston-on-the-Green
- Wroxton
- Yarnton

## Riciclaggio dei rifiuti
Il distretto di Cherwell ha uno dei più alti tassi di riciclaggio del paese di oltre il 40% (2005), in precedenza era di appena il 9%. Questo è cambiato con l'introduzione del sistema Blue Box per il riciclaggio della carta, che da allora è cresciuto fino a includere plastica, cartone e lattine. Kidlington ha il suo gruppo di riciclaggio Archiviato il 20 settembre 2016 in Internet Archive..

## Applicazione della sicurezza alimentare
Il distretto di Cherwell è arrivato in cima allo studio di Which? che ha classificato 395 autorità locali in Gran Bretagna nel loro record di applicazione delle normative sulla sicurezza alimentare.